# 浅草松竹演芸場
浅草松竹演芸場（あさくさしょうちくえんげいじょう）は、東京浅草の通称「公園六区」と呼ばれた歓楽街に存在していた演芸場。松竹直営。落語定席ではなく、軽演劇と色物芸人（落語家以外の演芸人の通称）主体の興行を行っていた。

## 沿革
- 1944年5月1日　映画館・浅草松竹館を改装し、演芸場としてスタート。
戦時統制下、映画系列は松竹・東宝・大映の3社に集約されていたが、更に紅白二系統に纏められ、多くの映画館が不要不急の遊休施設と化した。このため休廃館が相次いだが、松竹はこうした都内直営映画館の有効活用を図るべく、数館を演芸場に転換した。

- 同時に開館した「松竹演芸場」
  - 銀座金春演芸場　東京西銀座の金春映画劇場を演芸場に転換。開場番組は落語芸術協会系が出演。戦災で焼失。
  - 池袋松竹演芸場　色物主体。戦災で焼失。
  - 五反田松竹演芸場　楽曲主体。戦災で焼失。五反田とあるが、実際は大崎百反坂に所在していた。
  - 新宿松竹館　色物主体。1945年4月より軽演劇主体。1946年3月映画館に復帰。松竹の手を離れ武蔵野映画劇場の手に移り、新宿ハリウッド・新宿大映・新宿ロマン劇場を経て1989年1月に閉館。現在キュープラザ新宿三丁目の場所。

- 戦後、上記各館が廃座または映画館に復帰する中で、浅草松竹演芸場だけは軽演劇を中心とした興行を継続。
- 1960年代の演芸ブームで、興行主体が色物（特に漫才とコント）中心となる。
- 1973年、デン助劇団の公演が終了。
- 1983年11月10日、閉鎖。現在は浅草ROXビル本館敷地の一角。

## 興行形態
軽演劇を主体に、合間に色物が入る番組構成。昭和30年代は演歌なども入り、演劇もブームとなった女剣劇の一座が出演していた。軽演劇の一座は複数劇団が交互に出演していたが、トリはデン助劇団の芝居であった。昭和40年代に入ると演芸ブームもあってコントや漫才、漫談などが増加。とりわけ漫才協団（現・漫才協会）はこの劇場を本拠地としていた。昭和50年代になると軽演劇は上演されなくなった。
漫才ブームの終息と共に客足が鈍り閉鎖されたとされているが、実際の興行成績は終始黒字のままであり、この時期における松竹の演芸部門は大阪道頓堀角座の方が悪化していたという。実際の閉鎖理由は「再開発」ではあるが、建物取り壊し後敷地は松竹の手を離れ、TOCの手による再開発ビルが建っている。
なお、落語はほとんど上演されなかったが、昭和20年代は5代目古今亭今輔の口利きで今輔門下の噺家見習いが前座扱いで開口一番を務め、修行していた。

## テレビ中継
- デン助劇場（NETテレビ＝現在のテレビ朝日）　土曜の午後に放送。デン助劇団（後述）による軽演劇の中継録画。
- コント55号のなんでそうなるの?（日本テレビ）　金曜19時30分から。コント55号によるショートコント集の中継録画。なお、1975年と1976年の大晦日21時からの2時間枠で、特別番組として「輝け!特別生放送!!コント55号の…なんてことするの!?〜紅白歌合戦をブッ飛ばせ!!」を生中継した。
- サンデーお笑い生中継（毎日放送・TBS系）　1978 - 79年に放送の、日曜正午からの生番組。うめだ花月劇場との2元中継による寄席番組で、東京方の司会をタモリ、大阪方の司会を横山やすしと斎藤努（毎日放送アナ）が務めた。なお、この番組はタモリとビートたけしが初共演した番組、とも言われている。

## 主な出演者
- 大宮敏光　浅草に実在した経師の木村伝助をモデルとした「デン助」を主人公とした「デン助劇団」による軽演劇を主宰。テレビで毎週劇場中継が行われ、松竹演芸場の、浅草の「顔」として活躍した。
- 浅香光代　1950年代にブームとなった女剣劇の第一人者。大江美智子（戦前）、不二洋子（戦中～戦後）に続くトップスター。若さと色気を武器とし、股旅物を得意とした。晩年は熟女タレントの一人として野村沙知代と係争し、話題となった。
- 宮城まり子　歌手。松竹演芸場の舞台では父・宮城秀雄と共に出演し人気を博していた。その後ねむの木学園を主宰した。
- 五月みどり　歌手。宮城秀雄に見いだされてデビュー。前座期に松竹演芸場に出演。程なく人気歌手になる。その後は熟女タレントとしても活躍。息子はプロゴルファーの西川哲。
- 石井均一座　石井均が座長の軽演劇一座。財津一郎（当時の芸名・財津肇メ）や戸塚睦夫、そして伊東四朗（当時の芸名・伊藤証）などが在籍していた。デン助劇団をはじめ各軽演劇一座が交互に出演していた時期にレギュラー出演していたが、のちに石井一座は新宿松竹文化演芸場に拠点を移した。
- 内海桂子・好江　夫婦漫才をしていた芸者出身の桂子と、両親を漫才師に持つ好江の漫才コンビ。結成当初、30歳前後の桂子に対し、まだ14～5歳の好江といった年齢差があった事から、常識（桂子）に対する非常識（好江）がネタの基本となった。
- コロムビアトップ・ライト　コロムビア・トップとコロムビア・ライトの漫才コンビ。東京漫才の一派・青空一門の総帥（コロムビア・トップ・ライトの項を参照）。
- Wけんじ　東けんじと宮城けんじの漫才コンビ（Wけんじの項を参照）。
- 玉川良一　浪曲師。コメディアン。東けんじと「Wコント」を結成。大阪に移り、三波伸介を加え「おとぼけガイズ」と改称。解散後は一俳優として活躍。「玉川良一とその一党」としてコント活動もする一方、ハンナ・バーベラ・プロダクション制作のアニメ作品などに登場する声優としても活躍した。
- 一龍斎貞鳳　講談師。テレビ司会者。NHKテレビ「お笑い三人組」で活躍。今泉良夫の名義でテレビタレントや執筆活動も行い、一時期参議院議員を務めるなど、マルチタレントのはしりとなった。
- 関敬六　エノケン劇団出身。一時期浅草税務署に勤務していたが、芸事が忘れられず、浅草フランス座に入り、幕間コントで腕を磨いた。仲間であった谷幹一や渥美清とともにスリーポケッツを結成。渥美脱退後も三人は義兄弟の関係を通した。玉川良一と同じく声優としても活躍。「ムッシュムラムラ」の流行語を残す。松竹演芸場では数回にわたり「関敬六劇団」として軽演劇を主宰し、上演していた。
- トリオスカイライン　近隣の東洋劇場（現・浅草演芸ホール）に出演していたコメディアン、東八郎、原田健二、小島三児がトリオを結成。東のボケとツッコミの両方で大いに頭角を現した。
- ナンセンストリオ　江口章、岸野猛、前田隣のトリオコント。「親亀の背中に子亀を載せて～」のフレーズや旗揚げのコントで売った。解散後、岸野は原田健二と漫才「ナンセンス」を結成。前田は漫談に転向。
- 東京コミックショウ ショパン猪狩と鯉口潤一のコンビ。後に弟子2名が加わる。体を張った大がかりなコントで売るが、代表作はヘビ使いのコント。「レッドスネークカモーン」のフレーズで売った。後に鯉口は弟子を引き連れ分裂。以降猪狩は夫人と、のちに娘とコンビを組み、期間限定で活動を行っていた。
- じん弘とスリーポインツ　ピンポン球に棒を付けた「インチキピンポン」のコントで売った。
- ギャグメッセンジャーズ　須間一露をリーダーとしたトリオ。本格的な手作り小道具を売り物にした。コメディアン・須間一也（元・パワーズ）は須間一露の長男。
- コント55号　萩本欽一と坂上二郎のコントコンビ。コンビ名は当時の支配人が命名した。（コント55号の項を参照）
- ストレートコンビ　橋達也と花かおるのコントコンビ。「ダメなのねー、ダメなのよー」「千葉の女が乳搾り」の流行語を生む。TBS「8時だョ!全員集合」初期のレギュラーでもあった。解散後、橋は「橋達也と笑いの園」を結成。漫才ブームの中、コントで勝負した。晩年は劇団「浅草21世紀」の座長として、浅草発の笑いの復興を目指していた。
- 殿さまキングス　元々はコミックバンド。長田あつしがリーダー。「おんなの操」（1975年）で本格的演歌歌手に転身。解散後長田は「オヨネーズ」を結成して「麦畑」を発表。
- 立川談志　落語家。松竹演芸場でも落語や漫談を演じ、一門会が催された事もあった。
- 東京太・京二　漫才コンビ。京太の栃木訛りを売り物にした。京太は松鶴家千代若・千代菊一門で、京二は東けんじの弟子。コンビ解散後一時期お互いに夫人を相棒に据え、夫婦漫才を展開していた。（その後、京二は弟子とコンビを組み直した後、解散してピン芸人になっている。）
- ケーシー高峰　医学漫談。「グラッチェ」「セニョール」「アミーゴ」といった流行語で一世を風靡。全盛期はキザでスカシた口調の漫談だったが、後年山形弁丸出しの半ば怒り口調の舞台に変化した。リーガル天才・秀才一門。
- ラッキーセブン　関武志とポール牧のコンビ。社会派コントを得意とした。ポールがキザなやさ男を演じ、関が労務者の格好で登場。「本音と建前」「虚栄と清貧」といった人間の本質を主題としたネタが多かった。ポールの指パッチンのギャグでも売った。
- 青空球児・好児　青空（コロムビアトップ）一門。球児はトップに入門後、浅草・東洋劇場に入りコントを修行。幾つかのトリオコントに参加・脱退を繰り返し、現在の好児とコンビを結成。ホリプロに所属し、テレビを中心に活躍。「ゲロゲーロ」の流行語を生む。球児は漫才協会名誉会長、好児は世田谷区議会議員。
- さがみ三太・良太　浪曲漫才。共に先々代の相模太郎門下。三太は相模五郎の名で浪曲漫談を展開。良太は浅草・東洋劇場に入りコメディアンに転身。みなみ良雄として活躍したが、コントコンビ解散直後、三太と再会し漫才コンビを結成。2003年コンビ解散後、三太は再度一人で浪曲漫談を行い、良太は娘と親子漫才を行っていた。なお、三太は相模太郎の名跡を預かっていた。上方漫才の酒井くにお・とおるは良太の弟子。
- 昭和のいる・こいる　獅子てんや・瀬戸わんや一門。こいる（リーゼント頭）の人を小馬鹿にしたような飄々とした早口のボケが売り。「昭和」の亭号を持ちながら、実に平成はおろか21世紀に入ってから漸く売れ出した遅咲きコンビ。
- 松鶴家千とせ 漫談家。歌手。元漫才師。松鶴家千代若・千代菊一門の惣領。漫才コンビ松鶴家千とせ・宮田羊かんで1969年、1970年、1971年の「NHK漫才コンクール」に3年連続本選まで残った実力派だったが、相方の引退に伴いコンビを解散して漫談に転向。「イェー」「シャバデゥビヤ」「わっかるかなぁ～わっかんねぇだろうなぁ～」といった流行語で1974年突如一世を風靡。アフロヘアーにレイバンのサングラス、ドジョウヒゲがトレードマーク。
- 泉ピン子　もともとはギター漫談。牧伸二門下。社会風刺をネタにしていた。あけすけな芸風が売り物だったが、現在は女優として活躍。
- 春日三球・照代　夫婦漫才コンビ。元々は音曲漫才。地下鉄車両はどこから入れるのかを題材にした「地下鉄漫才」がヒット。三球はリーガル千太・万吉門下で、照代は上方少女漫才の出身。三球は初めクリトモ一休・三休として漫才を始めたが、相棒一休を三河島事故で亡くし、また照代にも病気で先立たれてしまう。その後は「地下鉄漫談」として一人舞台に立っていた。
- バラクーダ　自称・中小企業楽団。「日本全国酒のみ音頭」を発表し、ヒット作となる。現在は新メンバーで活動再開。
- マルセ太郎　漫談家。コメディアン。サルの物真似で売った。各界著名人から高く評価された十八番「スクリーンのない映画館」は松竹演芸場が無くなった後に発表された物。
- 早野凡平　ボードビリアン。ギャグパフォーマー。「べしゃりマイム」と銘打っていた。「ホンジャマカ」（「ホンジャマー」）の流行語を作った。
- はたけんじ 物真似。形態模写と声帯模写の両方で活躍。若人あきらや片岡鶴太郎と「マネルズ」なるユニットを組んでいた事も。コロッケの師匠。
- 星セント・ルイス　都会的センスとテンポの良さで70年代後半の東京漫才をリードした。「俺たちに明日はない、キャッシュカードに残は無い」「田園調布に家が建つ」のフレーズで売った。セントは獅子てんや・瀬戸わんやの、ルイスは晴乃ピーチク・パーチクの一門。2002年解散後、2004年セントが、2005年ルイスがそれぞれ鬼籍に。セントの弟子にB21スペシャルのリーダー・ヒロミがいる（詳細は星セント・ルイスの項を参照のこと）。
- B&B　島田洋七と島田洋八の漫才コンビ。1980年前後の漫才ブームで瞬く間に頂点を極める。絶頂期は睡眠時間が皆無だった程売れていた。大阪の吉本興業出身で、島田洋之介・今喜多代一門。島田紳助は同門。コンビ解散後紆余曲折を経て復活。
- ツービート　ビートたけし（映画監督・北野武）とビートきよしの漫才コンビ。松鶴家千代若・千代菊一門。山形ネタ、老人いじめ、ブスいじめ、終電じゃんけん、大学差別等タブーに挑戦したブラックユーモア（自称「毒ガス」）で売り出す。「赤信号、みんなで渡れば恐くない!」の流行語は、後に一般に常用されるまでに浸透。漫才ブームでの絶頂時からたけしときよしに格差が生じ、半解散状態のまま現在に至る。（詳細はツービートの項を参照のこと）
- ナポレオンズ　ボナ植木とパルト小石のコンビ。奇術師であり漫才師ではないが、舞台では小石が喋りまくり、それを寡黙な植木が受けて手品を進行する形を採った。ミスターマリックのライバルとしてテレビ出演したこともある。
- 片岡鶴太郎　声帯模写。漫談家。片岡鶴八門下。フジテレビ「オレたちひょうきん族」で人気を博し、コメディアンから本格的な俳優に転身。画家やプロボクサー、詩人としての顔も持つ。
- シティボーイズ　新劇出身。大竹まこと、斉木しげる、きたろうのトリオコント。都会派コントで頭角を現す。

## 定紋
- 松竹マーク
- 昭和30年代の一時期は3枚の松葉で丸を象り、その中に松と竹をあしらった、松竹マークとは異なる独特の定紋を使用していた。

## 関連書籍
- 吉川潮『本牧亭の鳶〜浅草 松竹演芸場の色物芸人伝〜』（新潮社・2001年8月20日発行）
- 市川俊夫『小説 昭和四十八年浅草松竹演芸場』（さんこう社） 2021年1月